# Steen Stig Lommer
Steen Stig Lommer, född 26 augusti 1960, är en dansk skådespelare. Han är son till skådespelarna Lone Hertz och Stig Lommer.

## Filmografi (urval)
- 1991 – Den stora badardagen
- 1996 – Davids bog
- 1998 – När mor kommer hem
- 1999 – Pizza King
- 2004 – Krönikan (TV-serie)
- 2004–2006 – Örnen (TV-serie)